# Hydropsyche claviformis
Hydropsyche claviformis är en nattsländeart som beskrevs av Wolfram Mey 1996. Hydropsyche claviformis ingår i släktet Hydropsyche och familjen ryssjenattsländor. Inga underarter finns listade i Catalogue of Life.